# Museo Costumbrista de Sonora
El Museo Costumbrista de Sonora es un recinto museográfico localizado en Álamos, Sonora, en México. Fue inaugurado el 10 de noviembre de 1984, en un inmueble construido en 1868 con un estilo colonial y que fue restaurado y acondicionado para este centro cultural. El inmueble está catalogado por el Instituto Nacional de Antropología e Historia como Conjunto Arquitectónico. Fue adquirido por el Gobierno del Estado en 1984.

## Exposición
El museo expone las raíces históricas del estado, mostrando hechos, tradiciones, usos y costumbres. Cada objeto perteneciente a la exposición es genuino y data de siglos anteriores al XX, 
son aproximadamente más de 2,600 objetos, entre dioramas, maquinaria, utensilios y demás antigüedades. Existen varias salas específicas dedicadas al doctor y filántropo Alfonso Ortiz Tirado, quién también era cantante por vocación y originario de este lugar. Entre el acervo destaca una colección fotográfica de Ortiz Tirado, sobre el urbanismo de la ciudad y la naturaleza que la rodea.